# Tim Ream
Timothy Michael Ream (sinh ngày 5 tháng 10 năm 1987) là một cầu thủ bóng đá chuyên nghiệp người Mỹ hiện đang thi đấu ở vị trí trung vệ hoặc hậu vệ cánh trái cho câu lạc bộ Fulham tại Giải bóng đá Ngoại hạng Anh và đội tuyển bóng đá quốc gia Hoa Kỳ.

## Sự nghiệp câu lạc bộ

### New York Red Bulls
Ream đã được đội bóng New York Red Bulls phác thảo ở vòng thứ hai của MLS SuperDraft 2010. Lối chơi của anh trong giai đoạn trước mùa giải đã gây ấn tượng với nhiều người theo dõi, bao gồm cả tân huấn luyện viên Hans Backe, người đã hài lòng với khả năng phân phối và nhận thức chiến thuật của Ream.
Ngày 20 tháng 3 năm 2010, Ream đá chính và chơi trọn vẹn 90 phút cho New York Red Bulls trong chiến thắng 3–1 trước Santos FC, đây là trận đầu tiên diễn ra tại Red Bull Arena, New Jersey. Anh có trận ra mắt chuyên nghiệp bóng đá vào ngày 27 tháng 3 năm 2010, thi đấu trọn vẹn 90 phút trong trận mở màn mùa giải MLS 2010, gặp Chicago Fire, giành chiến thắng tỷ số 1–0 cho New York Red Bulls. Ngày 11 tháng 9 năm 2010, anh ghi bàn thắng đầu tiên và cũng là bàn thắng ở MLS vào lưới Colorado Rapids trong chiến thắng 3-1 cho đội bóng anh. Ream đã kết thúc mùa giải chuyên nghiệp đầu tiên của anh khi ra sân cả 30 trận và giúp New York Red Bulls giành được danh hiệu mùa giải của Liên đoàn miền Đông. Khi kết thúc mùa giải năm 2010, Ream được vinh danh là Hậu vệ của năm của đội và là một trong ba ứng cử viên được liệt kê giành giải Tân binh của năm MLS.
Trong mùa giải thứ hai của Ream ở New York, anh thi đấu 34 trận, trong đó có 28 trận đá chính ở mùa giải thường xuyên; anh đã bỏ lỡ 6 trận phần lớn do được triệu tập của đội tuyển quốc gia Hoa Kỳ ở Cúp vàng CONCACAF 2011.
Tháng 12 năm 2011, trong thời gian nghỉ giải MLS, Ream đã có một thời gian ngắn để tập luyện cho cả West Bromwich Albion và Bolton Wanderers với sự cho phép của New York Red Bulls để duy trì thể lực trong kỳ nghỉ đông. Đầu tháng 1 năm 2012, đội bóng Bolton ở Anh đưa ra lời đề nghị chuyển nhượng có giá trị 2,5 triệu bảng cho Ream. Bolton gần đây đã bán cầu thủ Gary Cahill cho Chelsea và cần tìm cầu thủ thay thế. Sự đặt giá đã được chấp nhận và sau khi các điều khoản cá nhân được thống nhất, anh đã nhận được giấy phép lao động vào ngày 24 tháng 1.

### Bolton Wanderers
Bolton đã hoàn tất về việc ký hợp đồng đối với Ream vào ngày 26 tháng 1 năm 2012, theo bản hợp đồng này có thời hạn 3 năm rưỡi. Anh đã hủy bỏ tuần trăng mật để có thể ký hợp đồng với đội bóng Bolton. Anh được trao chiếc áo số 32 và có trận ra mắt cho câu lạc bộ vào ngày 18 tháng 2, trong chiến thắng 2–0 trước Millwall ở FA Cup. Anh đã có trận ra mắt cho Bolton ở Premier League vào ngày 25 tháng 2, trong trận thua 0–3 trước Chelsea . Ngày 10 tháng 3 năm 2012, anh thực hiện pha kiến tạo cho Darren Pratley ghi bàn mở tỷ số trong chiến thắng 2–1 trước Queens Park Rangers. Anh ra sân 10 trận liên tiếp cho đến cuối mùa giải, nhưng không thể giúp cho đội bóng trụ hạng ở Ngoại hạng Anh.
Đầu mùa giải 2012–13, Ream được trao chiếc áo số 5, chiếc áo này mà Gary Cahill đã từng mặc trước đó. Anh được đá chính lần đầu trong mùa giải 2012–13, trong trận thua 0–2 trước Burnley. Tuy nhiên, anh đã bị loại khỏi Bolton do mất suất đá chính và bị đẩy vào băng ghế dự bị. Mặc dù vậy, Ream đã có 15 lần ra sân.
Trước mùa giải 2013–14, Ream được cho là sẽ chuyển đến Middlesbrough, vụ chuyển nhượng đã bị đội bóng Bolton và Ream từ chối. Sau khi ra sân 3 trận đầu với tư cách là cầu thủ dự bị không được sử dụng, anh bắt đầu chơi ở vị trí tiền vệ phòng ngự trong 4 trận vào tháng 9 năm 2013. Đầu tháng 2 năm 2014, anh buộc phải đeo mặt nạ bảo vệ trong các trận đấu sau một pha va chạm với tiền đạo Queens Park Rangers, Charlie Austin Trong suốt mùa giải này, Ream thi đấu ở vị trí hậu vệ cánh trái và trung vệ, nơi anh đã thiết lập quan hệ với Matt Mills và lập công trong đội hình chính sau 42 lần ra sân. Cuối mùa giải đó, anh được bầu chọn là cầu thủ của năm của người hâm mộ và cầu thủ của năm của câu lạc bộ.
Ngày 6 tháng 7 năm 2014, Ream đặt bút ký hợp đồng mới với Bolton có thời hạn kéo dài đến mùa hè năm 2017. Trong suốt mùa giải 2014–15, anh đã có tổng cộng 44 lần ra sân, bỏ lỡ 2 trận, một trận không được sử dụng cầu thủ dự bị trong trận gặp Derby County vào ngày 27 tháng 9 năm 2014 và một trận do chấn thương. Mùa giải thứ hai liên tiếp, anh được vinh danh là cầu thủ xuất sắc nhất năm của Bolton.
Trước mùa giải 2015–16, Ream được cho là sẽ chuyển đến câu lạc bộ Queens Park Rangers, người đã ra giá cho anh. Tuy nhiên, sự đặt giá đã bị từ chối.

### Fullham
Ngày 20 tháng 8 năm 2015, Ream ký hợp đồng 4 năm với Fulham. Việc chuyển nhượng là một khoản phí không được tiết lộ và tùy chọn gia hạn thời gian lưu trú của anh thêm một năm. Anh có trận ra mắt cho Fulham vào ngày 29 tháng 8 năm 2015, thi đấu trọn vẹn 90 phút trong chiến thắng 3–1 trước Rotherham United. Anh đã có 29 lần ra sân cho đội bóng trong mùa giải 2015–16, một phần do phải thi đấu quốc tế và chấn thương. Sau khi ban đầu chơi ở vị trí trung vệ, anh được sử dụng ở vị trí hậu vệ cánh trái vào cuối mùa giải này, sau sự ra đi của James Husband. Ngày 1 tháng 10 năm 2016, Anh ghi bàn thắng đầu tiên cho Fullham trong trận thua 1–2 trước Queens Park Rangers.

## Sự nghiệp quốc tế
Ngày 11 tháng 11 năm 2010, Ream lần đầu tiên được gọi lên đội tuyển bóng đá quốc gia Hoa Kỳ. Anh ra mắt quốc tế trong trận gặp Nam Phi ngày 17 tháng 11 năm 2010. Anh đá chính trận đấu và chơi cho đến phút thứ 67 trước khi được Nat Borchers thay thế. Hoa Kỳ đã giành chiến thắng 1–0 với bàn thắng duy nhất của đồng đội New York Red Bulls, Juan Agudelo. Ngày 22 tháng 1 năm 2011, anh có trận đấu quốc tế thứ hai gặp Chile trong trận hòa 1–1, thi đấu trọn 90 phút ở vị trí trung vệ.
Ngày 11 tháng 11 năm 2010, Ream lần đầu tiên được gọi lên đội tuyển bóng đá quốc gia Hoa Kỳ. Anh ra mắt quốc tế trong trận gặp Nam Phi ngày 17 tháng 11 năm 2010. Anh đá chính trận đấu và chơi cho đến phút thứ 67 trước khi được Nat Borchers thay thế. Hoa Kỳ đã giành chiến thắng 1–0 với bàn thắng duy nhất của đồng đội New York Red Bulls, Juan Agudelo. Ngày 22 tháng 1 năm 2011, anh có trận đấu quốc tế thứ hai gặp Chile trong trận hòa 1-1, thi đấu trọn 90 phút ở vị trí trung vệ.
Sau hai năm vắng mặt, Ream một lần nữa được gọi lên đội tuyển quốc gia Hoa Kỳ vào năm 2013 và ra sân với tư cách là cầu thủ dự bị không được sử dụng trong trận gặp Bosnia và Herzegovina vào ngày 14 tháng 8 năm 2013. Ngày 3 tháng 9 năm 2014, anh thi đấu quốc tế đầu tiên sau ba năm, chơi 45 phút trong chiến thắng 1–0 trước Cộng hòa Séc.
Ream cũng được triệu tập cho Hoa Kỳ để tham dự Cúp Vàng 2015, nơi anh đã thi đấu trọn 90 phút trước đội tuyển quốc gia Haiti và giúp giữ sạch lưới 1–0. Anh ghi bàn thắng quốc tế đầu tiên vào ngày 22 tháng 5 năm 2016, trong trận giao hữu gặp Puerto Rico tại Sân vận động Juan Ramón Loubriel, Puerto Rico.
Ngày 9 tháng 11 năm 2022, Ream được triệu tập tham dự FIFA World Cup 2022.

## Đời sống cá nhân
Tháng 1 năm 2012, Ream kết hôn với người yêu thời thơ ấu của anh là Kristen Sapienza, cũng là một cầu thủ bóng đá nữ. 24 giờ sau khi kết hôn, Ream hủy kế hoạch tuần trăng mật ở Tahiti để chuyển đến đội bóng Bolton Wanderers. Sau đó, Ream tuyên bố trong cuộc phỏng vấn của The Bolton News cho rằng anh vẫn có một lựa chọn đúng đắn khi hủy bỏ tuần trăng mật của mình.

## Thống kê sự nghiệp
Tính đến ngày 13 tháng 11 năm 2022
| Câu lạc bộ          | Mùa giải            | Giải đấu            | Giải đấu | Giải đấu | Cúp Quốc gia | Cúp Quốc gia | Cúp Liên đoàn | Cúp Liên đoàn | Khác | Khác | Tổng cộng | Tổng cộng |
| Câu lạc bộ          | Mùa giải            | Hạng                | Trận     | Bàn      | Trận         | Bàn          | Trận          | Bàn           | Trận | Bàn  | Trận      | Bàn       |
| ------------------- | ------------------- | ------------------- | -------- | -------- | ------------ | ------------ | ------------- | ------------- | ---- | ---- | --------- | --------- |
| New York Red Bulls  | 2010                | Major League Soccer | 30       | 1        | 1            | 0            | 2             | 0             | —    | —    | 33        | 1         |
| New York Red Bulls  | 2011                | Major League Soccer | 28       | 0        | 1            | 0            | 3             | 0             | —    | —    | 32        | 0         |
| New York Red Bulls  | Tổng cộng           | Tổng cộng           | 58       | 1        | 2            | 0            | 5             | 0             | —    | —    | 65        | 1         |
| Bolton Wanderers    | 2011–12             | Ngoại hạng Anh      | 13       | 0        | 1            | 0            | —             | —             | —    | —    | 14        | 0         |
| Bolton Wanderers    | 2012–13             | Championship        | 15       | 0        | 1            | 0            | 1             | 0             | —    | —    | 17        | 0         |
| Bolton Wanderers    | 2013–14             | Championship        | 42       | 0        | 2            | 0            | 1             | 0             | —    | —    | 45        | 0         |
| Bolton Wanderers    | 2014–15             | Championship        | 44       | 0        | 3            | 0            | 2             | 0             | —    | —    | 49        | 0         |
| Bolton Wanderers    | Tổng cộng           | Tổng cộng           | 114      | 0        | 7            | 0            | 4             | 0             | —    | —    | 125       | 0         |
| Fulham              | 2015–16             | Championship        | 29       | 0        | 1            | 0            | 2             | 0             | —    | —    | 32        | 0         |
| Fulham              | 2016–17             | Championship        | 34       | 1        | 3            | 0            | 3             | 0             | 2    | 0    | 42        | 1         |
| Fulham              | 2017–18             | Championship        | 44       | 1        | 1            | 0            | —             | —             | 3    | 0    | 48        | 1         |
| Fulham              | 2018–19             | Premier League      | 26       | 0        | 1            | 0            | 2             | 0             | —    | —    | 29        | 0         |
| Fulham              | 2019–20             | Championship        | 44       | 0        | 6            | 0            | —             | —             | 3    | 0    | 53        | 0         |
| Fulham              | 2020–21             | Premier League      | 7        | 0        | 2            | 0            | 1             | 0             | —    | —    | 10        | 0         |
| Fulham              | 2021–22             | Championship        | 46       | 1        | 1            | 0            | —             | —             | —    | —    | 47        | 1         |
| Fulham              | 2022–23             | Premier League      | 15       | 0        | 0            | 0            | —             | —             | —    | —    | 15        | 0         |
| Fulham              | Tổng cộng           | Tổng cộng           | 245      | 3        | 15           | 0            | 8             | 0             | 8    | 0    | 276       | 3         |
| Tổng cộng sự nghiệp | Tổng cộng sự nghiệp | Tổng cộng sự nghiệp | 417      | 4        | 24           | 0            | 17            | 0             | 8    | 0    | 466       | 4         |

### Đội tuyển quốc gia
Tính đến ngày 24 tháng 3 năm 2024
| Đội tuyển quốc gia | Năm       | Trận | Bàn |
| ------------------ | --------- | ---- | --- |
| Hoa Kỳ             | 2010      | 1    | 0   |
| Hoa Kỳ             | 2011      | 6    | 0   |
| Hoa Kỳ             | 2012      | 0    | 0   |
| Hoa Kỳ             | 2013      | 0    | 0   |
| Hoa Kỳ             | 2014      | 4    | 0   |
| Hoa Kỳ             | 2015      | 9    | 0   |
| Hoa Kỳ             | 2016      | 1    | 1   |
| Hoa Kỳ             | 2017      | 5    | 0   |
| Hoa Kỳ             | 2018      | 0    | 0   |
| Hoa Kỳ             | 2019      | 14   | 0   |
| Hoa Kỳ             | 2020      | 1    | 0   |
| Hoa Kỳ             | 2021      | 5    | 0   |
| Hoa Kỳ             | 2022      | 4    | 0   |
| Hoa Kỳ             | 2023      | 5    | 0   |
| Hoa Kỳ             | 2024      | 6    | 0   |
| Tổng cộng          | Tổng cộng | 56   | 1   |

| STT | Ngày                     | Địa điểm                                          | Đối thủ     | Bàn thắng | Kết quả | Giải đấu |
| --- | ------------------------ | ------------------------------------------------- | ----------- | --------- | ------- | -------- |
| 1   | ngày 22 tháng 5 năm 2016 | Juan Ramón Loubriel Stadium, Bayamón, Puerto Rico | Puerto Rico | 1–0       | 3–1     | Giao hữu |

## Danh hiệu
Fulham
- EFL Championship: 2021–22[53]
- EFL Championship play-offs: 2018,[54] 2020[55]

Hoa Kỳ
- CONCACAF Nations League: 2019–20, 2022–23, 2023–24

Cá nhân
- Cầu thủ xuất sắc nhất năm của Bolton Wanderers: 2013–14, 2014–15[56]
- Cầu thủ xuất sắc nhất năm của Fulham: 2017–18[57]
- Đội PFA của năm: Giải vô địch 2021–22[58]